# 속사초등학교
속사초등학교는 대한민국 강원특별자치도 평창군에 있는 공립 초등학교이다.

## 학교 연혁
- 1942년 7월 15일 속사국민학교 개교(설립인가 3월 1일)
- 1987년 1월 15일 병설유치원 설립인가
- 1996년 3월 1일 속사초등학교로 개칭
- 1998년 3월 1일 계방분교장 폐교

## 참고 자료
- 속사초등학교 - 한국교육학술정보원 학교알리미